# ویلیام مرداک
ویلیام مرداک (انگلیسی: William Murdoch؛ ۲۱ اوت ۱۷۵۴ – ۱۵ نوامبر ۱۸۳۹) مخترع، شیمی‌دان، نویسنده و دانشمند اسکاتلندی بود، که مخترع چراغ گازی، تفنگ بادی، کشتی چرخ‌پره‌ای و لوکوموتیو با موتور بخار می‌باشد.